# Zelotes mashonus
Zelotes mashonus är en spindelart som beskrevs av FitzPatrick 2007. Zelotes mashonus ingår i släktet Zelotes och familjen plattbuksspindlar. Inga underarter finns listade i Catalogue of Life.